# زرد هندی

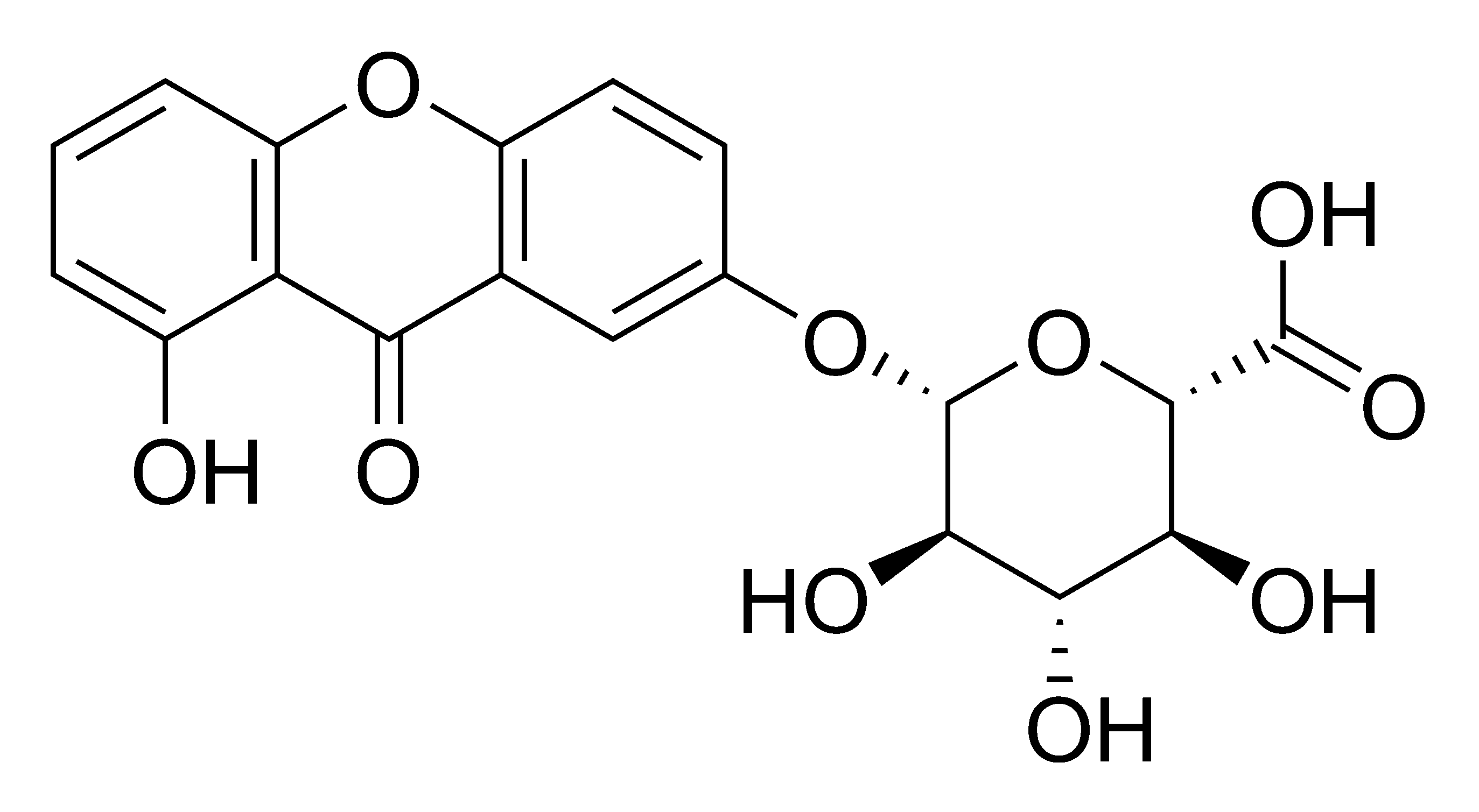

زرد هندی نوعی رنگدانه با طیف خانواده زردرنگ می‌باشد. این رنگ نوعی رنگ روغنی محسوب می‌شود.